# روبرت خالایجیان
روبرت آندری خالایجیان ( زادهٔ ۲۴ ژوئن ۱۹۵۸) بازیکن بازنشسته فوتبال در پست مهاجم اهل ارمنستان است.

## باشگاهی
از باشگاه‌هایی که در آن بازی کرده‌است می‌توان به آرارات ایروان، کوتایک آبوویان، باشگاه فوتبال آرماویر|اسپارتاک هوکتمبریان و لوری اشاره کرد.